# Polyplectron
Polyplectron is een geslacht van vogels uit de familie fazantachtigen (Phasianidae). 

## Kenmerken
Het zijn kleurige, maar toch onopvallende hoenders. Ze vertrouwen op hun schutkleur en zijn lastig te zien. Bij bedreigingen zetten ze hun veren op en worden metaalkleurige "ogen" zichtbaar die afschrikwekkend op hun belagers werken. Oudere hoenders beschikken over een of meer sporen aan hun poten die dienen voor zelfverdediging. Ze worden pauwfazanten of spiegelpauwen genoemd. Ze zijn echter niet sterk verwant aan fazanten, eerder aan pauwen.

## Soorten
Het geslacht kent de volgende soorten:
- Polyplectron bicalcaratum – Spiegelpauw
- Polyplectron chalcurum – Sumatraanse pauwfazant
- Polyplectron germaini – Germains pauwfazant
- Polyplectron inopinatum – Rotschilds pauwfazant
- Polyplectron katsumatae – Hainanspiegelpauw
- Polyplectron malacense – Maleise spiegelpauw
- Polyplectron napoleonis – Palawanspiegelpauw
- Polyplectron schleiermacheri – Borneospiegelpauw